# Dugesia
Dugesia ist eine Gattung der Strudelwürmer (umgangssprachlich oft auch nach der alten Gattung Planaria Planarien genannt). Die Strudelwürmer gehören zu den Plattwürmern. Die Vertreter der Gattung Dugesia erreichen eine Größe von maximal etwa 2,5 cm. Die Art Dugesia gonocephala (Europäische Bachplanarie) ist ein häufiger Bewohner mitteleuropäischer Binnengewässer. Dugesia-Arten ernähren sich carnivor.

## Aussehen

Anatomie von Dugesia gonocephala, schematisch.

Dugesien sind sehr stark abgeflachte, je nach Art wenige Millimeter bis zu mehr als zwei Zentimeter lange Würmer, deren Kopf wie ein gleichschenkliges Dreieck aussieht. Oben auf dem Kopf sitzen, eingesenkt in becherförmige Vertiefungen, einfache Augen, die es dem Tier ermöglichen, die Richtung des Lichteinfalls zu erkennen. Der Kopf besitzt keine Mundöffnung, da der Schlund (Pharynx) ventral etwa in der Körpermitte liegt. Bei starker Beleuchtung kann man im Binokular oder Mikroskop, aber auch mit einer starken Lupe, den Schlund auch von oben erkennen.

## Verhalten
Die Fortbewegung der Dugesien ist eine Art schwebendes Kriechen: Begeißelte Flimmerzellen auf der Bauchseite ermöglichen die Fortbewegung auf einem Schleimfilm, welchen die Tiere absondern. Sie orientieren sich im Licht mit dem Rücken zum Licht, zeigen aber generell eher eine Vorliebe für Schatten bzw. Dunkelheit, weswegen sie als Aquarienbewohner oft lange Zeit unbemerkt bleiben.

## Fortpflanzung
Dugesia-Arten sind hermaphroditisch, besitzen also sowohl männliche, als auch weibliche Keimdrüsen. Viele Arten können sich nicht nur sexuell, sondern auch asexuell vermehren, indem sie sich einfach in zwei Hälften teilen.

## Regenerationsfähigkeit
Eine Besonderheit im Tierreich ist die hohe Regenerationsfähigkeit der Gattung. Die Tiere besitzen eine hohe Zahl sogenannter Neoblasten. Diese Stammzellen können im Falle von Verletzungen durch Teilung und Spezialisierung in einzelne Zelltypen sehr schnell einen Wundverschluss herbeiführen und anschließend alle fehlenden Gewebe des Tieres regenerieren. Das geht so weit, dass jedes Teil einer in mehrere Teile zerstückelten Dugesia innerhalb von zwei bis drei Wochen ein vollständiges Tier regeneriert.

## Arten
Einige Arten:
- Dugesia agilis
- Dugesia antillana
- Dugesia dorotocephala
- Dugesia gonocephala (Bachplanarie)
- Dugesia japonica (Japanische Planarie)
- Dugesia tigrina (Gefleckter Strudelwurm)

## Dugesia und der Mensch
Schon seit langer Zeit ist Zoologen die Regenerationsfähigkeit von Dugesia bekannt. Was lange als Kuriosum betrachtet wurde, gilt heute als Anlass, die Physiologie und Genetik der Gattung genau zu untersuchen, weil man sich Hinweise auf Regenerations- und Therapiemöglichkeiten bei verletzten Menschen erhofft.
Auch in der Aquaristik ist Dugesia ein bekannter, wenn auch meist unerwünschter Gast. Nur wenige Aquarienfische fressen die Tiere. Zu diesen gehören einige Labyrinthfische, z. B. der Paradiesfisch, einer der traditionell gezüchteten Aquarienfische. Der Gefleckte Strudelwurm (Dugesia tigrina, Synonym Girardia tigrina) wurde möglicherweise durch die Aquaristik in europäische Gewässer eingeschleppt. Er gilt heute in ganz Mitteleuropa als Neozoon.